# Eddy Kenzo
Edrisah Kenzo Musuuza (connu professionnellement sous le nom d'Eddy Kenzo) est un chanteur et directeur musical ougandais membre du label Big Talent Entertainment. Il acquiert une popularité internationale après la sortie de son single « Sitya Loss » en 2014 et de la vidéo virale de danse des Ghetto Kids qui l'accompagne. Au total, il sort 4 albums, dont le plus récent, Roots, en 2018. Kenzo a également remporté de nombreux prix nationaux et internationaux, notamment un Nickelodeon Kids 'Choice Award en 2018, un BET Award en 2015 et plusieurs All Africa Music Awards.

## Biographie
Edrisah Kenzo Musuuza né le 25 décembre 1989 à Masaka, en Ouganda. Il perd sa mère à l'âge de 4 ou 5 ans, et passe les 13 années suivantes à vivre dans les rues de Masaka et Kampala. Aspirant initialement à une carrière de footballeur professionnel, il rejoint le camp d'entrainement du Masaka Local Council FC à l'âge de 9 ans. Il reçoit par la suite une bourse sportive pour fréquenter l'école secondaire Lubiri à Masaka, mais ne terminera pas ses études. 

## Discographie
| Album        | date de sortie  | Label                    | Format                    |
| ------------ | --------------- | ------------------------ | ------------------------- |
| Sitya Loss   | 8 mai 2014      | Big Talent Entertainment | Streaming, téléchargement |
| Zero to Hero | 21 mars 2016    | Big Talent Entertainment | Streaming, téléchargement |
| Biology      | 11 août 2017    | Big Talent Entertainment | Streaming, téléchargement |
| Roots        | 18 octobre 2018 | Big Talent Entertainment | Streaming, téléchargement |

## Récompenses
| Année | Prix                                        | Catégorie                                     | Nommé(s)                                         | Résultat  | Ref.   |
| ----- | ------------------------------------------- | --------------------------------------------- | ------------------------------------------------ | --------- | ------ |
| 2011  | Pearl of Africa Music Awards                | Best New Artist                               | Eddy Kenzo                                       | Vainqueur | [ 4 ]  |
| 2014  | Africa Muzik Magazine Awards                | Best Newcomer                                 | Eddy Kenzo                                       | Nommé     | [ 5 ]  |
| 2014  | Channel O Music Video Awards                | Most Gifted (East Africa)                     | Eddy Kenzo pour "Sitya Loss"                     | Nommé     | [ 6 ]  |
| 2015  | Black Canadian Awards                       | Best International Act                        | Eddy Kenzo                                       | Nommé     | [ 7 ]  |
| 2015  | Afroca Music Awards                         | Best Revelation Award                         | Eddy Kenzo                                       | Nommé     | [ 7 ]  |
| 2015  | BET Awards                                  | Viewer's Choice Best New International Artist | Eddy Kenzo                                       | Vainqueur | [ 8 ]  |
| 2015  | HiPipo Music Awards                         | Best Use of Social Media                      | Eddy Kenzo                                       | Vainqueur | [ 9 ]  |
| 2016  | MTV Africa Music Awards                     | Best Live Act                                 | Eddy Kenzo                                       | Nommé     | [ 10 ] |
| 2016  | All Africa Music Awards                     | Best African Collaboration                    | Eddy Kenzo et Niniola pour "Mbilo Mbilo (remix)" | Vainqueur | [ 11 ] |
| 2017  | Zanzibar International Film Festival        | Best East African Music Video Award           | Clip musical de "Jubilation"                     | Vainqueur | [ 12 ] |
| 2017  | TUMA Music Awards                           | Artist of the Year                            | Eddy Kenzo                                       | Vainqueur | [ 13 ] |
| 2017  | TUMA Music Awards                           | Best Male Artist                              | Eddy Kenzo                                       | Vainqueur | [ 13 ] |
| 2017  | All Africa Music Awards                     | Best East African Male Artist                 | Eddy Kenzo                                       | Vainqueur | [ 14 ] |
| 2017  | All Africa Music Awards                     | Song of the Year                              | "Shauri Yako"                                    | Vainqueur | [ 14 ] |
| 2018  | Nickelodeon Kids' Choice Awards             | Favorite African Star                         | Eddy Kenzo                                       | Vainqueur | [ 15 ] |
| 2018  | International Reggae and World Music Awards | Best African Entertainer                      | Eddy Kenzo                                       | Vainqueur | [ 15 ] |
| 2018  | Africa Muzik Magazine Awards                | East African Artist of the Year               | Eddy Kenzo                                       | Vainqueur | [ 16 ] |